# Gail Ramsey
Gail Ramsey (* 29. Juni 1948 in Wausau, Wisconsin) ist eine US-amerikanische Schauspielerin.

## Karriere
Ihr Debüt als Schauspielerin gab sie 1978 in der US-amerikanischen Seifenoper General Hospital. Dort spielte sie bis 1983 die Rolle der Susan Moore. Eine weitere Hauptrolle spielte Ramsey von 1992 bis 1994 in der Serie California Dreams. Es folgten einige Gastauftritte in verschiedenen Fernsehproduktionen. 1994 zog sie sich ins Privatleben zurück.
Gail Ramsey war von 1979 bis 1985 mit dem Schauspieler Steve Carlson verheiratet und hat mit ihm einen Sohn.
Zeitweise benutzte sie auch den Namen Gail Rae Carlson.

## Filmografie (Auswahl)
- 1978–1983: General Hospital (Fernsehserie)
- 1984–1986: Mike Hammer (Mickey Spillane’s Mike Hammer, Fernsehserie, drei Folgen)
- 1985: Agentin mit Herz (Scarecrow and Mrs. King, Fernsehserie, Folge 2x20)
- 1987: Mr. Belvedere (Fernsehserie, Foge 3x16)
- 1989–1990: Generations (Fernsehserie)
- 1990: Matlock (Fernsehserie, Folge 5x05)
- 1992–1994: California Dreams (Fernsehserie, 15 Folgen)